# Az NBA 75. évfordulójának csapata

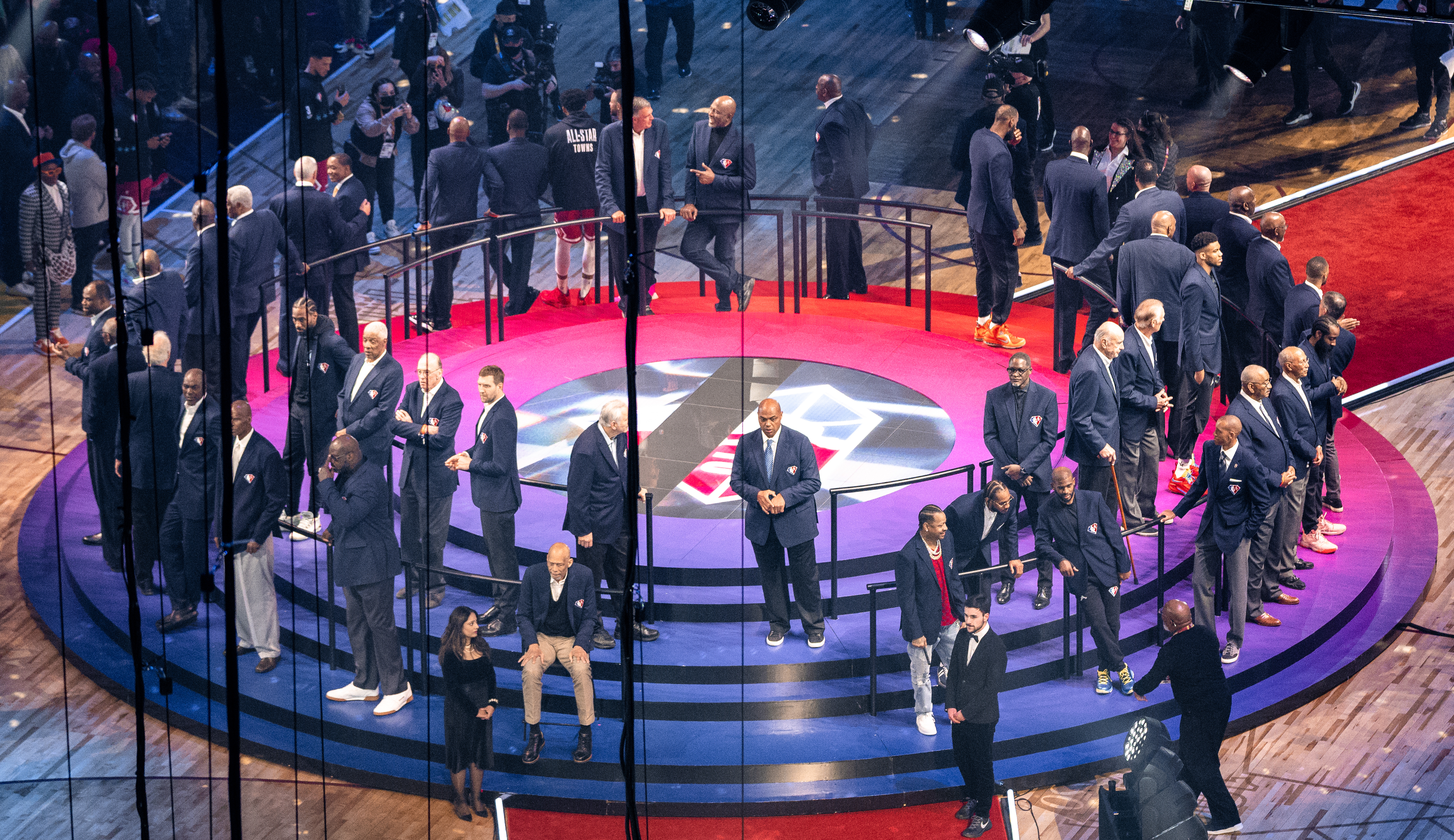
A csapat tagjai a 2022-es NBA All Star-gála közben

Az NBA 75. évfordulójának csapata, más néven az NBA 75, egy lista, amelyet a National Basketball Association (NBA) alapításának 75. évfordulójának alkalmával választottak ki, az 1996-os Az NBA történetének 50 legnagyobb játékosa listához hasonlóan. A sajtó tagjai, jelenlegi és korábbi játékosok, illetve edzők, ügyvezetők és csapatvezetők választották ki a csapatot, amelynek egy döntetlen eredmény miatt nem 75, hanem 76 tagja van. A lista az NBA ünnepi 2021–2022-es szezonjának részeként jelent meg, az évad kezdetének első három napjában.

## Kiválasztott játékosok

### Kiválasztási folyamat
A listának az összeállításáról a sajtó tagjai, jelenlegi és korábbi játékosok, illetve edzők, ügyvezetők és csapatvezetők szavaztak. Az NBA azt mondta, hogy a játékosokat az alapján választották ki, hogy „úttörők voltak, akik segítettek formálni, értelmezni és újraértelmezni a játékot.”
Az NBA október 19-én kezdte el a lista bejelentését és a következő két napban mindig 25 játékost jelentett be.

### Lista
A csapat összeállításának idején a játékosok együtt 158 bajnoki címet, 62 Most Valuable Player díjat és 48 döntő Most Valuable Player díjat nyertek el, 730 All Star-szereplés mellett. A 76 játékosból az eredeti 1996-os csapatnak mind az 50 tagja szerepel ezen listán. Tizenegy játékos (Jánisz Antetokúnmpo, Carmelo Anthony, Stephen Curry, Anthony Davis, Kevin Durant, James Harden, LeBron James, Kawhi Leonard, Damian Lillard, Chris Paul és Russell Westbrook) volt aktív a 2021-2022-es szezonban, mikor a listát kiadták és négyen ezek közül a Los Angeles Lakers csapatában játszottak a bejelentés idején (Anthony, Davis, James és Westbrook). A kiválasztott játékosok közül sokakat beiktattak a Naismith Memorial Basketball Hall of Fame-be. Dirk Nowitzki és Dwyane Wade voltak az egyetlen játékosok a listán, akik visszavonultak és még nem kaptak helyet a Hírességek Csarnokába, de 2023-tól már választhatóak lesznek beiktatásra. Több játékos már elhunyt, akit beválasztottak, mint Wes Unseld, Paul Arizin, George Mikan, Moses Malone, Hal Greer, Wilt Chamberlain, John Havlicek, Bill Sharman, Elgin Baylor, Kobe Bryant, Dave DeBusschere és Pete Maravich. Andetokumbo a legutóbb draftolt játékos, akit beválasztottak, mindössze nyolc évvel a lista összeállítása előtt kezdett el a ligában játszani. Leonard (2011), Lillard és Davis (2013) is kevesebb, mint egy évtizeddel a lista összeállítása előtt kerültek be az NBA-be.
| Dőlt     | Dőlt     | Játékos, aki aktív volt a beiktatás idején                   | Játékos, aki aktív volt a beiktatás idején                   | Játékos, aki aktív volt a beiktatás idején                   | Játékos, aki aktív volt a beiktatás idején                   | Játékos, aki aktív volt a beiktatás idején                   |
| Félkövér | Félkövér | Játékos, aki nem szerepelt az 50. évfordulós csapatban       | Játékos, aki nem szerepelt az 50. évfordulós csapatban       | Játékos, aki nem szerepelt az 50. évfordulós csapatban       | Játékos, aki nem szerepelt az 50. évfordulós csapatban       | Játékos, aki nem szerepelt az 50. évfordulós csapatban       |
| All Star | All Star | All Star választások száma                                   | All Star választások száma                                   | All Star választások száma                                   | All Star választások száma                                   | All Star választások száma                                   |
| All-NBA  | All-NBA  | All-NBA választások száma                                    | All-NBA választások száma                                    | All-NBA választások száma                                    | All-NBA választások száma                                    | All-NBA választások száma                                    |
| HoF-év   | HoF-év   | Beiktatás éve a Naismith Memorial Basketball Hall of Fame-be | Beiktatás éve a Naismith Memorial Basketball Hall of Fame-be | Beiktatás éve a Naismith Memorial Basketball Hall of Fame-be | Beiktatás éve a Naismith Memorial Basketball Hall of Fame-be | Beiktatás éve a Naismith Memorial Basketball Hall of Fame-be |
| G        | Védő     | Védő                                                         | F                                                            | Csatár                                                       | C                                                            | Center                                                       |
| Poz.     | Pozíció  | Pozíció                                                      | Pont                                                         | Szerzett pontok száma                                        | Lep                                                          | Lepattanó                                                    |
| GP       | GP       | Gólpasszok                                                   | Gólpasszok                                                   | MVP                                                          | Most Valuable Player-díjak száma                             | Most Valuable Player-díjak száma                             |

A statisztikák a 2020–2021-es szezon vége szerint szerepelnek, amely az utolsó teljesen lejátszott évad volt a lista bejelentése előtt.

| Név                 | Csapatok (évek) | Poz. | Pont   | Lep.   | GP     | Bajnoki címek                                                         | MVP díjak                              | Döntő MVP díjak                        | All Star | All-NBA | HoF-év          |
| ------------------- | --- | ---- | ------ | ------ | ------ | --------------------------------------------------------------------- | -------------------------------------- | -------------------------------------- | -------- | ------- | --------------- |
| Kareem Abdul-Jabbar | - Milwaukee Bucks (1969–1975) - Los Angeles Lakers (1975–1989) | C    | 38,387 | 17,440 | 5,660  | 6 (1971, 1980, 1982, 1985, 1987, 1988)                                | 6 (1971, 1972, 1974, 1976, 1977, 1980) | 2 (1971, 1985)                         | 19       | 15      | 1995            |
| Ray Allen           | - Milwaukee Bucks (1996–2003) - Seattle SuperSonics (2003–2007) - Boston Celtics (2007–2012) - Miami Heat (2012–2014) | G    | 24,505 | 5,272  | 4,361  | 2 (2008, 2013)                                                        | Nincs                                  | Nincs                                  | 10       | 2       | 2018            |
| Jánisz Antetokúnmpo | - Milwaukee Bucks (2013–2021) | F    | 12,319 | 5,371  | 2,632  | 1 (2021)                                                              | 2 (2019, 2020)                         | 1 (2021)                               | 5        | 5       | Nincs beiktatva |
| Carmelo Anthony     | - Denver Nuggets (2003–2011) - New York Knicks (2011–2017) - Oklahoma City Thunder (2017–2018) - Houston Rockets (2018–2019) - Portland Trail Blazers (2019–2021)                                                            | F    | 27,370 | 7,520  | 3,354  | Nincs                                                                 | Nincs                                  | Nincs                                  | 10       | 6       | Nincs beiktatva |
| Nate Archibald      | - Cincinnati Royals / Kansas City-Omaha / Kansas City Kings (1970–1976) - New York Nets (1976–1977) - Boston Celtics (1978–1983) - Milwaukee Bucks (1983–1984)                                                               | G    | 16,481 | 2,046  | 6,476  | 1 (1981)                                                              | Nincs                                  | Nincs                                  | 6        | 5       | 1991            |
| Paul Arizin         | - Philadelphia Warriors (1950–1952, 1954–1962) | F    | 16,266 | 6,129  | 1,665  | 1 (1956)                                                              | Nincs                                  | Nincs                                  | 10       | 4       | 1978            |
| Charles Barkley     | - Philadelphia 76ers (1984–1992) - Phoenix Suns (1992–1996) - Houston Rockets (1996–2000) | F    | 23,757 | 12,546 | 4,215  | Nincs                                                                 | 1 (1993)                               | Nincs                                  | 11       | 11      | 2006            |
| Rick Barry          | - San Francisco / Golden State Warriors (1965–1967, 1972–1978) - Houston Rockets (1978–1980) | F    | 18,395 | 5,168  | 4,017  | 1 (1975)                                                              | Nincs                                  | 1 (1975)                               | 8        | 6       | 1987            |
| Elgin Baylor        | - Minneapolis / Los Angeles Lakers (1958–1971) | F    | 23,149 | 11,463 | 3,650  | Nincs                                                                 | Nincs                                  | Nincs                                  | 11       | 10      | 1977            |
| Dave Bing           | - Detroit Pistons (1966–1975) - Washington Bullets (1975–1977) - Boston Celtics (1977–1978) | G    | 18,327 | 3,420  | 5,397  | Nincs                                                                 | Nincs                                  | Nincs                                  | 7        | 3       | 1990            |
| Larry Bird          | - Boston Celtics (1979–1992) | F    | 21,791 | 8,974  | 5,695  | 3 (1981, 1984, 1986)                                                  | 3 (1984, 1985, 1986)                   | 2 (1984, 1986)                         | 12       | 10      | 1998            |
| Kobe Bryant         | - Los Angeles Lakers (1996–2016) | G    | 33,643 | 7,047  | 6,306  | 5 (2000, 2001, 2002, 2009, 2010)                                      | 1 (2008                                | 2 (2009, 2010)                         | 18       | 15      | 2020            |
| Wilt Chamberlain    | - Philadelphia / San Francisco Warriors (1959–1965) - Philadelphia 76ers (1965–1968) - Los Angeles Lakers (1968–1973) | C    | 31,419 | 23,924 | 4,643  | 2 (1967, 1972)                                                        | 4 (1960, 1966, 1967, 1968)             | 1 (1972)                               | 13       | 10      | 1979            |
| Bob Cousy           | - Boston Celtics (1950–1963) - Cincinnati Royals (1969–1970) | G    | 16,960 | 4,786  | 6,955  | 6 (1957, 1959, 1960, 1961, 1962, 1963)                                | 1 (1957)                               | Nincs                                  | 13       | 12      | 1971            |
| Dave Cowens         | - Boston Celtics (1970–1980) - Milwaukee Bucks (1982–1983) | C    | 13,516 | 10,444 | 2,910  | 2 (1974, 1976)                                                        | 1 (1973)                               | Nincs                                  | 7        | 3       | 1991            |
| Billy Cunningham    | - Philadelphia 76ers (1965–1972, 1974–1976) | F    | 13,626 | 6,638  | 2,625  | 1 (1967)                                                              | Nincs                                  | Nincs                                  | 5        | 4       | 1986            |
| Stephen Curry       | - Golden State Warriors (2009–2021) | G    | 18,434 | 3,503  | 4,984  | 3 (2015, 2017, 2018)                                                  | 2 (2015, 2016)                         | Nincs                                  | 7        | 7       | Nincs beiktatva |
| Anthony Davis       | - New Orleans Hornets / Pelicans (2012–2019) - Los Angeles Lakers (2019–2021) | F/C  | 13,463 | 5,769  | 1,292  | 1 (2020)                                                              | Nincs                                  | Nincs                                  | 8        | 4       | Nincs beiktatva |
| Dave DeBusschere    | - Detroit Pistons (1962–1968) - New York Knicks (1968–1974) | F    | 14,053 | 9,618  | 2,497  | 2 (1970, 1973)                                                        | Nincs                                  | Nincs                                  | 8        | 1       | 1983            |
| Clyde Drexler       | - Portland Trail Blazers (1983–1995) - Houston Rockets (1995–1998) | G    | 22,195 | 6,677  | 6,125  | 1 (1995)                                                              | Nincs                                  | Nincs                                  | 10       | 5       | 2004            |
| Tim Duncan          | - San Antonio Spurs (1997–2016) | F/C  | 26,496 | 15,091 | 4,225  | 5 (1999, 2003, 2005, 2007, 2014)                                      | 2 (2002, 2003)                         | 3 (1999, 2003, 2005)                   | 15       | 15      | 2020            |
| Kevin Durant        | - Seattle SuperSonics / Oklahoma City Thunder (2007–2016) - Golden State Warriors (2016–2019) - Brooklyn Nets (2020–2021) | F    | 23,883 | 6,239  | 3,681  | 2 (2017, 2018)                                                        | 1 (2014)                               | 2 (2017, 2018)                         | 11       | 9       | Nincs beiktatva |
| Julius Erving       | - Philadelphia 76ers (1976–1987) | F    | 18,364 | 5,601  | 3,224  | 1 (1983)                                                              | 1 (1981)                               | Nincs                                  | 11       | 7       | 1993            |
| Patrick Ewing       | - New York Knicks (1985–2000) - Seattle SuperSonics (2000–2001) - Orlando Magic (2001–2002) | C    | 24,815 | 11,607 | 2,215  | Nincs                                                                 | Nincs                                  | Nincs                                  | 11       | 7       | 2008            |
| Walt Frazier        | - New York Knicks (1967–1977) - Cleveland Cavaliers (1977–1980) | G    | 15,581 | 4,830  | 5,040  | 2 (1970, 1973)                                                        | Nincs                                  | Nincs                                  | 7        | 6       | 1987            |
| Kevin Garnett       | - Minnesota Timberwolves (1995–2007, 2015–2016) - Boston Celtics (2007–2013) - Brooklyn Nets (2013–2015) | F/C  | 26,071 | 14,662 | 5,445  | 1 (2008)                                                              | 1 (2004)                               | Nincs                                  | 15       | 9       | 2020            |
| George Gervin       | - San Antonio Spurs (1976–1985) - Chicago Bulls (1985–1986) | G    | 20,708 | 3,607  | 2,214  | Nincs                                                                 | Nincs                                  | Nincs                                  | 9        | 7       | 1996            |
| Hal Greer           | - Syracuse Nationals / Philadelphia 76ers (1958–1973) | G    | 21,586 | 5,665  | 4,540  | 1 (1967)                                                              | Nincs                                  | Nincs                                  | 10       | 7       | 1982            |
| James Harden        | - Oklahoma City Thunder (2009–2012) - Houston Rockets (2012–2021) - Brooklyn Nets (2021) | G    | 22,045 | 4,794  | 5,730  | Nincs                                                                 | 1 (2018)                               | Nincs                                  | 9        | 7       | Nincs beiktatva |
| John Havlicek       | - Boston Celtics (1962–1978) | F/G  | 26,395 | 8,007  | 6,114  | 8 (1963, 1964, 1965, 1966, 1968, 1969, 1974, 1976)                    | Nincs                                  | 1 (1974)                               | 13       | 11      | 1984            |
| Elvin Hayes         | - San Diego / Houston Rockets (1968–1972, 1981–1984) - Baltimore / Capital / Washington Bullets (1972–1981) | F/C  | 27,313 | 16,279 | 2,398  | 1 (1978)                                                              | Nincs                                  | Nincs                                  | 12       | 6       | 1990            |
| Allen Iverson       | - Philadelphia 76ers (1996–2006, 2009–2010) - Denver Nuggets (2006–2008) - Detroit Pistons (2008–2009) - Memphis Grizzlies (2009)                                                                                            | G    | 24,368 | 3,394  | 5,624  | Nincs                                                                 | 1 (2001)                               | Nincs                                  | 11       | 8       | 2016            |
| LeBron James        | - Cleveland Cavaliers (2003–2010, 2014–2018) - Miami Heat (2010–2014) - Los Angeles Lakers (2018–2021) | F    | 35,367 | 9,751  | 9,696  | 4 (2012, 2013, 2016, 2020)                                            | 4 (2009, 2010, 2012, 2013)             | 4 (2012, 2013, 2016, 2020)             | 17       | 17      | Nincs beiktatva |
| Magic Johnson       | - Los Angeles Lakers (1979–1991, 1996) | G    | 17,707 | 6,559  | 10,141 | 5 (1980, 1982, 1985, 1987, 1988)                                      | 3 (1987, 1989, 1990)                   | 3 (1980, 1982, 1987)                   | 12       | 10      | 2002            |
| Sam Jones           | - Boston Celtics (1957–1969) | G    | 15,411 | 4,305  | 2,209  | 10 (1959, 1960, 1961, 1962, 1963, 1964, 1965, 1966, 1968, 1969)       | Nincs                                  | Nincs                                  | 5        | 3       | 1984            |
| Michael Jordan      | - Chicago Bulls (1984–1993, 1995–1998) - Washington Wizards (2001–2003) | G    | 32,292 | 6,672  | 5,633  | 6 (1991, 1992, 1993, 1996, 1997, 1998)                                | 5 (1988, 1991, 1992, 1996, 1998)       | 6 (1991, 1992, 1993, 1996, 1997, 1998) | 14       | 11      | 2009            |
| Jason Kidd          | - Dallas Mavericks (1994–1996, 2008–2012) - Phoenix Suns (1996–2001) - New Jersey Nets (2001–2008) - New York Knicks (2012–2013)                                                                                             | G    | 17,529 | 8,725  | 12,091 | 1 (2011)                                                              | Nincs                                  | Nincs                                  | 10       | 6       | 2018            |
| Kawhi Leonard       | - San Antonio Spurs (2011–2018) - Toronto Raptors (2018–2019) - Los Angeles Clippers (2019–2021) | F    | 11,085 | 3,689  | 1,672  | 2 (2014, 2019)                                                        | Nincs                                  | 2 (2014, 2019)                         | 5        | 5       | Nincs beiktatva |
| Damian Lillard      | - Portland Trail Blazers (2012–2021) | G    | 16,815 | 2,856  | 4,514  | Nincs                                                                 | Nincs                                  | Nincs                                  | 6        | 6       | Nincs beiktatva |
| Jerry Lucas         | - Cincinnati Royals (1963–1969) - San Francisco Warriors (1969–1971) - New York Knicks (1971–1974) | F    | 14,053 | 12,942 | 2,732  | 1 (1973)                                                              | Nincs                                  | Nincs                                  | 7        | 5       | 1980            |
| Karl Malone         | - Utah Jazz (1985–2003) - Los Angeles Lakers (2003–2004) | F    | 36,928 | 14,968 | 5,248  | Nincs                                                                 | 2 (1997, 1999)                         | Nincs                                  | 14       | 14      | 2010            |
| Moses Malone        | - Buffalo Braves (1976) - Houston Rockets (1976–1982) - Philadelphia 76ers (1982–1986, 1993–1994) - Washington Bullets (1986–1988) - Atlanta Hawks (1988–1991) - Milwaukee Bucks (1991–1993) - San Antonio Spurs (1994–1995) | C    | 27,409 | 16,212 | 1,796  | 1 (1983)                                                              | 3 (1979, 1982, 1983)                   | 1 (1983)                               | 12       | 8       | 2001            |
| Pete Maravich       | - Atlanta Hawks (1970–1974) - New Orleans / Utah Jazz (1974–1980) - Boston Celtics (1980) | G    | 15,948 | 2,747  | 3,563  | Nincs                                                                 | Nincs                                  | Nincs                                  | 5        | 4       | 1987            |
| Bob McAdoo          | - Buffalo Braves (1970–1976) - New York Knicks (1976–1979) - Boston Celtics (1979) - Detroit Pistons (1979–1981) - Los Angeles Lakers (1981–1985) - Philadelphia 76ers (1986)                                                | F/C  | 18,787 | 8,048  | 1,951  | 2 (1982, 1985)                                                        | 1 (1975)                               | Nincs                                  | 5        | 2       | 2000            |
| Kevin McHale        | - Boston Celtics (1980–1993) | F    | 17,335 | 7,122  | 1,670  | 3 (1981, 1984, 1986)                                                  | Nincs                                  | Nincs                                  | 7        | 1       | 1999            |
| George Mikan        | - Minneapolis Lakers (1948–1954, 1955–1956) | C    | 10,156 | 4,167  | 1,245  | 5 (1949, 1950, 1952, 1953, 1954)                                      | Nincs                                  | Nincs                                  | 4        | 6       | 1959            |
| Reggie Miller       | - Indiana Pacers (1987–2005) | G    | 25,279 | 4,182  | 4,141  | Nincs                                                                 | Nincs                                  | Nincs                                  | 5        | 3       | 2012            |
| Earl Monroe         | - Baltimore Bullets (1967–1971) - New York Knicks (1971–1980) | G    | 17,454 | 2,796  | 3,594  | 1 (1973)                                                              | Nincs                                  | Nincs                                  | 4        | 1       | 1990            |
| Steve Nash          | - Phoenix Suns (1996–1998, 2004–2012) - Dallas Mavericks (1999–2004) - Los Angeles Lakers (2012–2014) | G    | 17,387 | 3,642  | 10,335 | Nincs                                                                 | 2 (2005, 2006)                         | Nincs                                  | 8        | 7       | 2018            |
| Dirk Nowitzki       | - Dallas Mavericks (1999–2019) | F    | 31,560 | 11,489 | 3,651  | 1 (2011)                                                              | 1 (2007)                               | 1 (2011)                               | 14       | 12      | Nincs beiktatva |
| Hakeem Olajuwon     | - Houston Rockets (1984–2001) - Toronto Raptors (2001–2002) | C    | 26,946 | 13,748 | 3,058  | 2 (1994, 1995)                                                        | 1 (1994)                               | 2 (1994, 1995)                         | 12       | 12      | 2008            |
| Shaquille O’Neal    | - Orlando Magic (1992–1996) - Los Angeles Lakers (1996–2004) - Miami Heat (2004–2008) - Phoenix Suns (2008–2009) - Cleveland Cavaliers (2009–2010) - Boston Celtics (2010–2011)                                              | C    | 28,596 | 13,099 | 3,026  | 4 (2000, 2001, 2002, 2006)                                            | 1 (2000)                               | 3 (2000, 2001, 2002)                   | 15       | 14      | 2016            |
| Robert Parish       | - Golden State Warriors (1976–1980) - Boston Celtics (1980–1994) - Charlotte Hornets (1994–1996) - Chicago Bulls (1996–1997)                                                                                                 | C    | 23,334 | 14,715 | 2,180  | 4 (1981, 1984, 1986, 1997)                                            | Nincs                                  | Nincs                                  | 9        | 2       | 2003            |
| Chris Paul          | - New Orleans Hornets (2005–2011) - Los Angeles Clippers (2011–2017) - Houston Rockets (2017–2019) - Oklahoma City Thunder (2019–2020) - Phoenix Suns (2020–2021)                                                            | G    | 19,978 | 4,923  | 10,275 | Nincs                                                                 | Nincs                                  | Nincs                                  | 11       | 10      | Nincs beiktatva |
| Gary Payton         | - Seattle SuperSonics (1990–2003) - Milwaukee Bucks (2003) - Los Angeles Lakers (2003–2004) - Boston Celtics (2004–2005) - Miami Heat (2005–2007)                                                                            | G    | 21,813 | 5,269  | 8,966  | 1 (2006)                                                              | Nincs                                  | Nincs                                  | 9        | 9       | 2013            |
| Bob Pettit          | - Milwaukee / St. Louis Hawks (1954–1965) | F    | 20,880 | 12,849 | 2,369  | 1 (1958)                                                              | 2 (1956, 1959)                         | Nincs                                  | 11       | 11      | 1971            |
| Paul Pierce         | - Boston Celtics (1999–2013) - Brooklyn Nets (2013–2014) - Washington Wizards (2014–2015) - Los Angeles Clippers (2015–2017)                                                                                                 | F    | 26,397 | 7,527  | 4,708  | 1 (2008)                                                              | Nincs                                  | 1 (2008)                               | 10       | 4       | 2021            |
| Scottie Pippen      | - Chicago Bulls (1987–1998, 2003–2004) - Houston Rockets (1999) - Portland Trail Blazers (1999–2003) | F    | 18,940 | 7,494  | 6,135  | 6 (1991, 1992, 1993, 1996, 1997, 1998)                                | Nincs                                  | Nincs                                  | 7        | 7       | 2010            |
| Willis Reed         | - New York Knicks (1964–1974) | C/F  | 12,183 | 8,414  | 1,186  | 2 (1970, 1973)                                                        | 1 (1970)                               | 2 (1970, 1973)                         | 7        | 5       | 1982            |
| Oscar Robertson     | - Cincinnati Royals (1960–1970) - Milwaukee Bucks (1970–1974) | G    | 26,710 | 7,804  | 9,887  | 1 (1971)                                                              | 1 (1964)                               | Nincs                                  | 12       | 11      | 1980            |
| David Robinson      | - San Antonio Spurs (1989–2003) | C    | 20,790 | 10,497 | 2,441  | 2 (1999, 2003)                                                        | 1 (1995)                               | Nincs                                  | 10       | 10      | 2009            |
| Dennis Rodman       | - Detroit Pistons (1986–1993) - San Antonio Spurs (1993–1995) - Chicago Bulls (1995–1998) - Los Angeles Lakers (1999) - Dallas Mavericks (2000)                                                                              | F    | 6,683  | 11,954 | 1,600  | 5 (1989, 1990, 1996, 1997, 1998)                                      | Nincs                                  | Nincs                                  | 2        | 2       | 2011            |
| Bill Russell        | - Boston Celtics (1956–1969) | C    | 14,522 | 21,620 | 4,100  | 11 (1957, 1959, 1960, 1961, 1962, 1963, 1964, 1965, 1966, 1968, 1969) | 5 (1958, 1961, 1962, 1963, 1965)       | Nincs                                  | 12       | 11      | 1975            |
| Dolph Schayes       | - Syracuse Nationals / Philadelphia 76ers (1949–1964) | F    | 18,438 | 11,256 | 3,072  | 1 (1955)                                                              | Nincs                                  | Nincs                                  | 12       | 12      | 1973            |
| Bill Sharman        | - Washington Capitols (1950–1951) - Boston Celtics (1951–1961) | G    | 12,665 | 2,779  | 2,101  | 4 (1957, 1959, 1960, 1961)                                            | Nincs                                  | Nincs                                  | 8        | 7       | 1976            |
| John Stockton       | - Utah Jazz (1984–2003) | G    | 19,711 | 4,051  | 15,806 | Nincs                                                                 | Nincs                                  | Nincs                                  | 10       | 11      | 2009            |
| Isiah Thomas        | - Detroit Pistons (1981–1994) | G    | 18,822 | 3,478  | 9,061  | 2 (1989, 1990)                                                        | Nincs                                  | 1 (1990)                               | 12       | 5       | 2000            |
| Nate Thurmond       | - San Francisco / Golden State Warriors (1963–1974) - Chicago Bulls (1974–1975) - Cleveland Cavaliers (1975–1977) | C    | 14,437 | 14,464 | 2,575  | Nincs                                                                 | Nincs                                  | Nincs                                  | 7        | 0       | 1985            |
| Wes Unseld          | - Baltimore / Capital / Washington Bullets (1968–1981) | C    | 10,624 | 13,769 | 3,822  | 1 (1978)                                                              | 1 (1969)                               | 1 (1978)                               | 5        | 1       | 1988            |
| Dwyane Wade         | - Miami Heat (2003–2016, 2018–2019) - Chicago Bulls (2016–2017) - Cleveland Cavaliers (2017–2018) | G    | 23,165 | 4,933  | 5,701  | 3 (2006, 2012, 2013)                                                  | Nincs                                  | 1 (2006)                               | 13       | 8       | Nincs beiktatva |
| Bill Walton         | - Portland Trail Blazers (1974–1978) - San Diego / Los Angeles Clippers (1980,1982–1985) - Boston Celtics (1985–1987) | C    | 6,215  | 4,923  | 1,590  | 2 (1977, 1986)                                                        | 1 (1978)                               | 1 (1977)                               | 2        | 2       | 1993            |
| Jerry West          | - Los Angeles Lakers (1960–1974) | G    | 25,192 | 5,366  | 6,238  | 1 (1972)                                                              | Nincs                                  | 1 (1969)                               | 14       | 12      | 1980            |
| Russell Westbrook   | - Oklahoma City Thunder (2008–2019) - Houston Rockets (2019–2020) - Washington Wizards (2020–2021) | G    | 21,857 | 6,961  | 8,061  | Nincs                                                                 | 1 (2017)                               | Nincs                                  | 9        | 9       | Nincs beiktatva |
| Lenny Wilkens       | - St. Louis Hawks (1960−1968) - Seattle SuperSonics (1968–1972) - Cleveland Cavaliers (1972–1974) - Portland Trail Blazers (1974–1975)                                                                                       | G    | 17,772 | 5,030  | 7,211  | Nincs                                                                 | Nincs                                  | Nincs                                  | 9        | 0       | 1989            |
| Dominique Wilkins   | - Atlanta Hawks (1982–1994) - Los Angeles Clippers (1994) - Boston Celtics (1994–1995) - San Antonio Spurs (1996–1997) - Orlando Magic (1999)                                                                                | F    | 26,668 | 7,169  | 2,677  | Nincs                                                                 | Nincs                                  | Nincs                                  | 9        | 7       | 2006            |
| James Worthy        | - Los Angeles Lakers (1982–1994) | F    | 16,320 | 4,708  | 2,791  | 3 (1985, 1987, 1988)                                                  | Nincs                                  | 1 (1988)                               | 7        | 2       | 2003            |

### Fogadtatás
A lista megjelenése után azonnali reakciók érkeztek kiválasztott és nem kiválasztott játékosoktól is. A listát kritizáló játékosok között volt Klay Thompson és Dwight Howard is.

## Az NBA történetének 15 legnagyobb edzője
| Dőlt     | Dőlt     | Edzők, akik aktívak voltak kiválasztásuk idején                                    | Edzők, akik aktívak voltak kiválasztásuk idején                                    | Edzők, akik aktívak voltak kiválasztásuk idején                                    | Edzők, akik aktívak voltak kiválasztásuk idején                                    | Edzők, akik aktívak voltak kiválasztásuk idején                                    |
| Félkövér | Félkövér | Edzők, akiket nem választottak be Az NBA történetének 10 legnagyobb edzője listára | Edzők, akiket nem választottak be Az NBA történetének 10 legnagyobb edzője listára | Edzők, akiket nem választottak be Az NBA történetének 10 legnagyobb edzője listára | Edzők, akiket nem választottak be Az NBA történetének 10 legnagyobb edzője listára | Edzők, akiket nem választottak be Az NBA történetének 10 legnagyobb edzője listára |

A statisztikák a 2020–2021-es szezon vége szerint szerepelnek, amely az utolsó teljesen lejátszott évad volt a lista bejelentése előtt.
| Edző           | Csapatok (időszak) | Edzői teljesítmény | Bajnoki címek                                                         | Az év edzője díjak   | Hírességek Csarnoka-beiktatás | For.          |
| -------------- | --- | ------------------ | --------------------------------------------------------------------- | -------------------- | ----------------------------- | ------------- |
| Red Auerbach   | - Washington Capitols (1946–1949) - Tri-Cities Blackhawks (1949–1950) - Boston Celtics (1950–1966) | 938–479 (.662)     | 9 (1957, 1959, 1960, 1961, 1962, 1963, 1964, 1965, 1966)              | 1 (1965)             | 1969                          | [ 9 ]         |
| Larry Brown    | - Denver Nuggets (1976–1979) - New Jersey Nets (1981–1983) - San Antonio Spurs (1988–1992) - Los Angeles Clippers (1992–1993) - Indiana Pacers (1993–1997) - Philadelphia 76ers (1997–2003) - Detroit Pistons (2003–2005) - New York Knicks (2005–2006) - Charlotte Bobcats (2008–2010) | 1098–904 (.548)    | 1 (2004)                                                              | 1 (2001)             | 2002                          | [ 10 ]        |
| Chuck Daly     | - Cleveland Cavaliers (1982) - Detroit Pistons (1983–1992) - New Jersey Nets (1992–1994) - Orlando Magic (1997–1999) | 638–437 (.593)     | 2 (1989, 1990)                                                        | None                 | 1994                          | [ 11 ]        |
| Red Holzman    | - Milwaukee / St. Louis Hawks (1954–1956) - New York Knicks (1967–1977, 1978–1982) | 696–604 (.535)     | 2 (1970, 1973)                                                        | 1 (1970)             | 1986                          | [ 12 ]        |
| Phil Jackson   | - Chicago Bulls (1989–1998) - Los Angeles Lakers (1999–2004, 2005–2011) | 1155–485 (.704)    | 11 (1991, 1992, 1993, 1996, 1997, 1998, 2000, 2001, 2002, 2009, 2010) | 1 (1996)             | 2007                          | [ 13 ]        |
| K. C. Jones    | - Capital / Washington Bullets (1973–1976) - Boston Celtics (1983–1988) - Seattle SuperSonics (1990–1992) | 522–252 (.674)     | 2 (1984, 1986)                                                        | None                 | –                             | [ 14 ]        |
| Steve Kerr     | - Golden State Warriors (2014–2021) | 376–171 (.687)     | 3 (2015, 2017, 2018)                                                  | 1 (2016)             | –                             | [ 15 ]        |
| Don Nelson     | - Milwaukee Bucks (1976–1987) - Golden State Warriors (1988–1995, 2006–2010) - New York Knicks (1995–1996) - Dallas Mavericks (1997–2005) | 1335–1063 (.557)   | None                                                                  | 3 (1983, 1985, 1992) | 2012                          | [ 16 ] [ 17 ] |
| Gregg Popovich | - San Antonio Spurs (1996–2021) | 1310–653 (.667)    | 5 (1999, 2003, 2005, 2007, 2014)                                      | 3 (2003, 2012, 2014) | –                             | [ 18 ]        |
| Jack Ramsay    | - Philadelphia 76ers (1968–1972) - Buffalo Braves (1972–1976) - Portland Trail Blazers (1976–1986) - Indiana Pacers (1986–1988) | 864–783 (.525)     | 1 (1977)                                                              | None                 | 1992                          | [ 19 ]        |
| Pat Riley      | - Los Angeles Lakers (1981–1990) - New York Knicks (1991–1995) - Miami Heat (1995–2003, 2005–2008) | 1210–694 (.636)    | 5 (1982, 1985, 1987, 1988, 2006)                                      | 3 (1990, 1993, 1997) | 2008                          | [ 20 ]        |
| Doc Rivers     | - Orlando Magic (1999–2003) - Boston Celtics (2004–2013) - Los Angeles Clippers (2013–2020) - Philadelphia 76ers (2020–2021) | 992–704 (.585)     | 1 (2008)                                                              | 1 (2000)             | –                             | [ 21 ]        |
| Jerry Sloan    | - Chicago Bulls (1979–1982) - Utah Jazz (1988–2011) | 1221–803 (.603)    | None                                                                  | None                 | 2009                          | [ 22 ]        |
| Erik Spoelstra | - Miami Heat (2008–2021) | 607–424 (.589)     | 2 (2012, 2013)                                                        | None                 | –                             | [ 23 ]        |
| Lenny Wilkens  | - Seattle SuperSonics (1969–1972, 1977–1985) - Portland Trail Blazers (1974–1976) - Cleveland Cavaliers (1986–1993) - Atlanta Hawks (1993–2000) - Toronto Raptors (2000–2003) - New York Knicks (2004–2005)                                                                             | 1332–1155 (.536)   | 1 (1979)                                                              | 1 (1994)             | 1998                          | [ 24 ]        |